# The Proposition
The Proposition je britsko-australský westernový film režiséra Johna Hillcoata. Natočen byl podle scénáře Nicka Cavea, který rovněž spolu s Warrenem Ellisem složil k filmu originální hudbu. Odehrává se koncem devatenáctého století v Austrálii. Ve filmu hrají například Guy Pearce, Ray Winstone a Emily Watson. Premiéru měl v říjnu 2005.

## Obsazení
| Guy Pearce      | Charlie Burns          |
| Ray Winstone    | Captain Morris Stanley |
| Emily Watson    | Martha Stanley         |
| Danny Huston    | Arthur Burns           |
| David Wenham    | Eden Fletcher          |
| Richard Wilson  | Mike Burns             |
| John Hurt       | Jellon Lamb            |
| Tom E. Lewis    | Two Bob                |
| Leah Purcell    | Queenie                |
| Tom Budge       | Samuel Stoat           |
| David Gulpillil | Jacko                  |
| Noah Taylor     | Brian O'Leary          |
| Mick Roughan    | Mad Jack Bradshaw      |
| Shane Watt      | John Gordon            |
| Rodney Boschman | Tobey                  |